# ГЕС Гіссмофорс
ГЕС Гіссмофорс (Hissmofors) — гідроелектростанція у центральній частині Швеції. Розташована між ГЕС Morsil (вище по течії) та ГЕС Kattstrupeforsen, входить до складу каскаду на одній з найважливіших річок країни Індальсельвен.
Станція є першою у нижній течії Індальсельвен після виходу з озера Стуршен. Ця водойма має площу поверхні 464 км2 (5-те місце у Швеції), глибину до 75 метрів та об'єм 8020 млн м3 (7-ме місце). Рівень води в озері регулюється за допомогою греблі, спорудженої невдовзі після виходу з нього Індальсельвен, при цьому за регульованим об'ємом — 1250 млн м3 — Стуршен є 4-м водосховищем у країні.
Першу ГЕС в районі Гіссмофорс ввели в експлуатацію ще у 1899 році. Станом на 1907-й вона була розширена до 11 турбін загальною потужністю 1,4 МВт. А в 1939 році розпочали запуск нової потужної гідроелектростанції (Hissmofors IV). До 1942-го вона отримала три турбіни типу Каплан з горизонтальною віссю потужністю по 11,2 МВт, які працювали при напорі у 18 метрів (всі постачені шведськими компаніями — одна виробництва Finshyttan та дві KMW). Пізніше до них додали четверту того ж типу, але з вертикальною віссю. У результаті загальна потужність ГЕС досягла 57 МВт.
Станом на кінець 2010-х ця споруда відпрацювала сім десятиліть, при цьому дослідження показали серйозні зміни у породах навколо машинного залу. Як наслідок, ухвалили рішення про доцільність спорудження нового машинного залу, котрий розмістили у скельному масиві праворуч від греблі (поруч зі старим, але трохи далі від русла). Будівельні роботи на цьому об'єкті (станція Hissmofors VI) припали на 2011—2013 роки. По їх завершенню ГЕС була обладнана двома турбінами виробництва австрійської компанії Andritz типу Каплан з одиничною потужністю по 34 МВт (при цьому два старі гідроагрегати демонтували, а ще два законсервували).
Проєктне річне виробництво електроенергії на ГЕС становить 320 млн кВт·год електроенергії на рік.